# Çatalca (poluotok)
Poluotok Çatalca nalazi se u europskom dijelu Turske (Trakija), tj. na jugoistočnom Balkanu i odvaja Crno more od Mramornog mora na zapadnoj strani tjesnaca Bospor. Otprilike dvije trećine Istanbula zauzima njegov istočni dio.

## Geografija
Poluotok je otprilike pravokutnog oblika. Omeđen je Crnim morem na sjeveru, Mramornim morem na jugu i Bosporom na istoku. Zapadna granica je više-manje proizvoljna, ali obično se uzima da odgovara zapadnoj granici pokrajine Istanbul. Tako definirana, njegova širina od sjevera prema jugu iznosi oko 40 km, a duljina od zapada prema istoku je oko 90 km. Poluotok Çatalca gotovo je zrcalna slika poluotoka Kocaeli s druge strane Bospora. Zapravo, geografi ga smatraju dijelom podregije Kocaeli–Çatalca. Postoji nekoliko prirodnih i umjetnih jezera na poluotoku Çatalca uključujući Durusu, Büyükçekmece i Küçükçekmece.

## Povijest
Za vrijeme vladavine bizantskog cara Anastazija I. (491. – 518.) izgrađen je obrambeni zid između plaže Evcik na sjeveru i Silivrija na jugu kako bi se Konstantinopol obranio od Huna i drugih napadača. Taj 40 km dug zid je bio jedan od najdužih bedema u Europi. Ali čak i tada napadači kao što su Avari (616.), Bugari (813.) i Pečenezi (1090.) uspjeli su opsjedati Carigrad. Nakon 1371. veći dio poluotoka Çatalca pao je u ruke Osmanlija. Cijeli poluotok je postao dio Osmanskog Carstva osvajanjem Carigrada 1453. godine. Od tada je poluotok Çatalca turska zemlja osim bugarskog napada tijekom Prvog balkanskog rata i privremene  grčke okupacije na kraju Prvog svjetskog rata.

## Stanovništvo i gospodarstvo
Poluotok Çatalca (zajedno s poluotokom Kocaeli s druge strane Bospora) je najindustrijaliziranija regija Turske. U 25 europskih okruga Istanbula ukupno živi više od 10 milijuna stanovnika (2022.). Gustoća naseljenosti poluotoka prelazi 2000/km2.